# Siphiwe Hlophe
Siphiwe Hlophe est la cofondatrice de Swaziland for Positive Living, une organisation non gouvernementale (ONG) qui fournit des conseils et une éducation et cherche à améliorer les conditions de vie des personnes affectées ou infectées par le VIH dans les zones rurales. Elle est également présidente de Positive Women, une organisation caritative basée au Royaume-Uni et fondée par Kathryn Llewellyn et Stephen Brown.

## Biographie
En 1999, Siphiwe Hlophe travaille comme manager dans une chaîne hôtelière lorsqu'elle a obtient une bourse pour étudier l'économie agricole à l'université de Bradford. L'une des conditions de la bourse est qu'elle passe un test de dépistage du VIH, dont le résultat montre qu'elle est séropositive, après quoi son mari l'a quitte et elle perd sa bourse. Cela est significatif de la stigmatisation qui est attachée au VIH au Swaziland et incite Siphiwe Hlophe à cofonder SWAPOL pour aider d'autres personnes dans des situations similaires. Siphiwe Hlophe est l'une des premières femmes à déclarer publiquement sa séropositivité. « SWAPOL a été forgé à partir de la souffrance de ses membres fondateurs. C'est peut-être pour cela que les gens réagissent à ce que nous faisons, et que nous recevons tant de demandes d'aide pour les communautés où le VIH sévit. Nous ne sommes pas une ONG qui travaille dans un bureau cossu. Nous sommes des personnes qui savent ce que signifie être confronté à la discrimination et au rejet, mais qui ont la volonté de vivre », déclare-t-elle,,.
Elle est également présidente de Positive Women, une organisation caritative basée au Royaume-Uni et fondée par Kathryn Llewellyn et Stephen Brown.
Siphiwe Hlophe a quatre enfants, l'aîné a 30 ans et le plus jeune 19.